# Józef Dąbrowski (1907–1937)
Józef Dąbrowski (ur. 26 lutego 1907 w Wilkowej, zm. 3/4 lipca 1937 roku w Warszawie) – polski działacz młodzieżowego ruchu ludowego i polityk.

## Życiorys
Urodził się w Wilkowej pod Łubnicami w rodzinie chłopskiej. Uczęszczał do gimnazjum w Stopnicy i Busku-Zdroju. W 1927 roku zdał maturę i rozpoczął studia na Wydziale Chemii Uniwersytetu Jagiellońskiego, gdzie został asystentem profesora Leona Marchlewskiego. W 1933 roku obronił doktorat z chemii. W czasie studiów zaangażował się w działalność publicystyczną ruchu ludowego i został członkiem najpierw Polskiej Akademickiej Młodzieży Ludowej, zaś następnie Związku Młodzieży Wiejskiej RP Wici. Pełnił funkcję redaktora czasopisma Znicz, sekretarza Zarządu Wojewódzkiego Stronnictwa Ludowego i członka Naczelnego Komitetu Wykonawczego SL. 
W latach 30. XX wieku był uważany za jednego z potencjalnych następców Wincentego Witosa jako przywódcy ruchu ludowego. Utrzymywał bliskie relacje z Witosem; po jego emigracji do Czechosłowacji odwiedzał go, zaś sam Witos opisywał Dąbrowskiego pochlebnie. 4 lipca 1937 roku miał uczestniczyć w zjeździe ludowców w Jurkowicach, jednak dzień wcześniej zmarł w niewyjaśnionych okolicznościach podczas spaceru w warszawskich Łazienkach. Został pochowany na cmentarzu w Beszowej. Na pogrzebie Dąbrowskiego gościli m.in. późniejszy premier rządu RP na uchodźstwie Stanisław Mikołajczyk i działacz ludowy Stanisław Mierzwa.